# Алекс Манукян
Алекс (Алек) Манукян (англ. Alex Manoogian, вірм. Ալեք ՄանուկյանԱլեք Մանուկյան; 28 червня 1901 Смірна, Османська імперія — 10 липня 1996, Детройт, США) — американський бізнесмен, технолог і філантроп, президент Вірменського загального благодійного союзу (AGBU). Відомий своєю активною благодійною діяльністю на користь вірменського народу. Його ім'я носять резиденція мера Детройта, вулиці в Монреалі, Єревані.

## Біографія
Алекс (Алек) Манукян народився 28 червня 1901 р. в Смірна (Османська імперія). Початкову і середню освіту отримав в місцевих вірменських школах. У 19 років емігрував до США. Спочатку прибув до міста Бріджпорт (штат Коннектикут), де працював на фабриці і одночасно викладав вірменську мову на вечірніх курсах для дорослих. Надалі переїжджаючи з міста в місто, в 1924 році влаштувався в Детройті. Там він знайшов роботу на заводі, що виробляє автозапчастини, а в 1929 році заснував свою власну компанію, яка стала транснаціональною з річним прибутком більше 3 мільярдів доларів.
У 1930-ті роки Алекс Манукян вступив до Вірменського загального благодійного союзу (AGBU), а в 1953 році був обраний його президентом. У 1970 році, після того як за 17 років керівництва він зміг збільшити капіталовкладення AGBU з 8 до 50 мільйонів доларів, Манукяна обрали довічним президентом цієї благодійної організації. За період його президентства (1953—1989 роки) активи Союзу зросли з 8 млн доларів до 105 млн доларів, причому він особисто вніс на різні програми з власних коштів понад 40 млн доларів. Манукян особливу увагу приділяв створенню вірменського освіти в США. У 1963 році в Мічигані була відкрита приватна школа Алекса і Марі Манукян. У 1968 році він створив культурний фонд А. Манукяна для підтримки програм у вірменській діаспорі і в Вірменської РСР. Наступницею Алекса Манукяна на посаді президента Союзу в 1989—2002 роках була його дочка Луїза.
Алекс Манукян помер 10 липня 1996 року в Детройті. 17 липня 2007 року в знак визнання його заслуг перед Вірменською Апостольською Церквою і вірменським народом його прах разом з прахом його дружини Марі Манукян був перепохований в Першопрестольному Святому Ечміадзіні. Подружжя Манукян поховані навпроти музею-скарбниці Святого Ечміадзіна, побудованого на їх кошти. За рішенням Вірменської Апостольської Церкви щорічно в період Масниці Преображенського посту проводиться окреме поминання Алекса і Марі Манукян.

## Нагороди
- Національний герой Вірменії.

## Пам'ять
- У 2006 році була випущена поштова марка Вірменії, присвячена А. Манукяну.
- У Єревані його ім'ям названа вулиця.